# Zythos fastigiata
Zythos fastigiata är en fjärilsart som beskrevs av Louis Beethoven Prout 1938. Zythos fastigiata ingår i släktet Zythos och familjen mätare. Inga underarter finns listade i Catalogue of Life.